# Robert Miano
Pour les articles homonymes, voir Miano.
Robert Miano, né à New York le 25 septembre 1942, est un acteur américain. 

## Biographie
Robert Miano naît à New York et grandit dans le Bronx. À l'âge de 15 ans, il commence une carrière de chanteur quand un chercheur de talent l'entend chanter avec un groupe de doo-wop sur un coin de rue dans le Bronx, ce qui lui permet d'enregistrer Kingdom Of Love. Des années plus tard, il décroche le rôle d'un chanteur de rock dans la pièce Satyricon. La comédie musicale est jouée au Stratford Shakespeare Festival (en) en Ontario, au Canada et obtient un grand succès. Ensuite, il voyage plus de vingt ans à travers le monde comme troubadour, gagnant sa vie en chantant et en jouant de la guitare dans les rues, restaurants et bars.
En 1995 sort le jeu vidéo Phantasmagoria dans lequel il interprète Zoltan "Carno" Carnovasch, un magicien possédé qui assassine ses cinq épouses.

## Filmographie partielle

### Au cinéma
- 1974 : Un justicier dans la ville (Death Wish) de Michael Winner : agresseur (non crédité)
- 1987 : China Girl de Abel Ferrara : Enrico Perito
- 1997 : Donnie Brasco de Mike Newell : Sonny Red
- 1999 : Storm Catcher de Anthony Hickox : Général William Jacobs
- 2000 : Donjons et Dragons (Dungeons & Dragons ) de Courtney Solomon : Azmath
- 2000 : Liées par le secret (Our Lips Are Sealed) de Craig Shapiro (en) : Emil Hatchew
- 2000 : Loser de Amy Heckerling : Victor
- 2002 : Frères de sang (Whacked!) de James Bruce : Lucky Salvatore
- 2005 : Double Riposte (Today You Die) de Don E. FauntLeRoy : Bruno
- 2005 : Edison de David J. Burke (en) : Droste
- 2008 : 2H22 (2:22) de Phillip Guzman : Willy
- 2009 : Giallo de Dario Argento : Inspecteur Mori
- 2009 : Fast and Furious 4 de Justin Lin
- 2010 : Boston Girls : Sargent Joseph Scotto
- 2010 : The Sinners (en) : The Father
- 2010 : Minor League: A Football Story : Coach Whistler
- 2010 : Family Virtues
- 2010 : American Mobster : Marco Leone
- 2010 : Cage Free : Detective Gonzalez
- 2010 : Death Calls : FBI Agent Padilla
- 2010 : Nightbeasts : Straw Hat Man
- 2010 : Awakening Arthur : Arthur
- 2010 : Mon beau-père et nous (Little Fockers) : Party Parent
- 2010 : ASD. Alma sin dueño
- 2010 : Brotherhood (court-métrage) : Nico Palermo
- 2011 : Memphis Rising: Elvis Returns : Nicoletti
- 2011 : Impulse Black : Dr Max Osbourne
- 2011 : Mysteria : Aleister
- 2012 : Revan : Silvani
- 2012 : Piece of a Cake : Fettucini
- 2012 : Match Made : Charlie
- 2012 : Locked in a Room : Attorney Kelogg
- 2012 : A Kiss and a Promise : Det. Joseph Bello
- 2012 : The Final Shift : Maslow
- 2012 : A Fallen Angel : Cerberus
- 2012 : Rose's Diet : Vito
- 2012 : The Encounter: Paradise Lost (en) : Bruno Mingarelli
- 2012 : Beyond the Trophy : Gino
- 2013 : 63lbs : Mr. Prescot
- 2013 : Lady of RAGE : The Smithsonian
- 2013 : Broken Blood : Capra
- 2013 : Samuel Bleak : Reverend John
- 2013 : Revelation Road: The Beginning of the End : Narrator (voix)
- 2013 : The Book of Esther (en) : Mordecai
- 2013 : The Cloth (en) : Lewis
- 2013 : Chavez Cage of Glory (en) : Bret Johnson
- 2013 : Blood of Redemption (en) : Serge
- 2013 : The Book of Daniel (en) : Old Daniel
- 2013 : Pendejo : Rodney
- 2014 : In the Company of Strangers (en) : Mr. Greenberg
- 2014 : Lost in Gray : Frank
- 2014 : Reflections : Dr Grimaldi
- 2014 : No Loose Ends
- 2014 : Being American : Atash
- 2014 : A Winter Rose : Jimmy
- 2015 : Ghost Aliens : Doctor Stewart
- 2015 : An Act of War (en) : Sully
- 2015 : Call Me King : Elio
- 2015 : If I Tell You I Have to Kill You : Detective Wilkes
- 2015 : No Way Out : Rodolfo
- 2016 : Defeated : Tony
- 2016 : Tunnel Vision : Robert French
- 2016 : Last Stop : Albert
- 2016 : The Chemist : Joey
- 2016 : Bloody Bobby : Old Man Granger
- 2023 : Mob Land de Nicholas Maggio : Ellis

### À la télévision
- 1985 : MacGyver : Black (série télévisée, saison 1, épisode 10)
- 1986 : Au-dessus de la loi (Outrage!) de Walter Grauman : Santini (téléfilm)
- 1990 : El Diablo de Peter Markle (téléfilm)
- 1999 : Star Trek : Deep Space Nine : Frankie Eyes (saison 7 Épisodes 15 :Badabim, badaboum)
- 1999 : Le Manipulateur (Lansky) de John McNaughton : Vito Genovese (téléfilm)
- 2005 : Puzzle (Chasing Ghosts) de Kyle Dean Jackson : Anthony Parramatti (téléfilm)